# Julien Leclercq (réalisateur)
Pour les articles homonymes, voir Julien Leclercq et Leclercq.
Julien Leclercq  est un réalisateur, producteur de cinéma et scénariste français, né le 7 août 1979 à Somain, dans le nord de la France.

## Biographie
Julien Leclercq est originaire de Somain dans le Nord de la France.
En 2004, il écrit et réalise son premier court métrage, Transit, en autoproduction. Il y dirige Pierre Richard, Caroline Cellier et Philippe Nahon dans un univers rétrofuturiste peuplé d'êtres de chair et de métal. Il est alors remarqué par le producteur Franck Chorot et Gaumont. Le studio lui alloue donc un budget de 8,7 millions d'euros pour son premier long métrage, Chrysalis. Albert Dupontel y incarne un lieutenant de police à la recherche du meurtrier de sa femme, à Paris en 2025.
Il délaisse ensuite la science-fiction mais pour un projet tout aussi ambitieux : L'Assaut. Sorti en 2011, le film revient sur la prise d'otages du vol 8969 Air France. Il y dirige notamment Vincent Elbaz et Grégori Derangère. 
En 2013, sort son troisième long métrage, Gibraltar, inspiré de la vie de Marc Fievet. On y retrouve Gilles Lellouche et Tahar Rahim.
En 2015, il réalise le clip Comme Gucci Mane de Kaaris. Le rappeur apparait dans son film suivant, Braqueurs, aux côtés de Sami Bouajila et Guillaume Gouix.
Il dirige ensuite Jean-Claude Van Damme dans Lukas, sorti en 2018.
En 2020, il tourne l'adaptation de son film Braqueurs en série pour Netflix. Longue de six épisodes, Braqueurs est diffusée à partir de septembre 2021.
Il tente, depuis plusieurs années, de mettre sur pied un film biographique sur Alain Prost, incarné par Guillaume Gouix.

## Filmographie
Sauf indication contraire, les informations mentionnées dans cette section peuvent être confirmées par la base de données cinématographiques IMDb,  présente dans la section « Liens externes ».

### Réalisateur
- 2004 : Transit (court métrage) (également scénariste)
- 2007 : Chrysalis (également scénariste)
- 2011 : L'Assaut (également scénariste)
- 2013 : Gibraltar
- 2016 : Braqueurs (également scénariste)
- 2018 : Lukas
- 2020 : La Terre et le Sang
- 2021 : Sentinelle
- 2021 : Braqueurs (série télévisée) - 6 épisodes
- 2024 : Le Salaire de la peur (également scénariste)
- 2026 : GIGN (également scénariste)

### Producteur
- 2004 : Transit (court métrage) de lui-même
- 2011 : L'Assaut de lui-même
- 2015 : L'Affaire SK1 de Frédéric Tellier
- 2016 : Braqueurs de lui-même
- 2018 : Bluebird (A Bluebird in My Heart) de Jérémie Guez
- 2018 : Budapest de Xavier Gens
- 2018 : Lukas de lui-même
- 2021 : Braqueurs (série télévisée) - 6 épisodes
- 2024 : Le Salaire de la peur